# Der Abiturient
Der Abiturient ist eine kostenlose, 40 Seiten starke Jugendzeitschrift und erscheint viermal im Jahr. Sie richtet sich an Schüler, die die Oberstufe einer zum (Fach-)Abitur führenden Schule besuchen. Der Abiturient erscheint in einer Auflage von 172.936 Exemplaren und wird an 3.460 Schulen verteilt. Die Zeitung behandelt unter anderen die Themen Abivorbereitung, Studiengänge, Ausbildungsberufe, Unternehmen, Branchen, Ausland, Reisen und Freiwilligen-Dienste.
Der Abiturient wird von Der Abiturient Verlag in Saarbrücken herausgegeben und seit Mitte 2010 von der Medienfabrik Gütersloh GmbH realisiert. Der Abiturient finanziert sich durch Anzeigen/Beilagen.

## Themen
In der Zeitschrift finden sich Inhalte zu den Themen Abiturvorbereitung, Studien- und Berufswahl, Freizeit und Karriere.
In jeder Ausgabe werden unterschiedliche Studiengänge und Abschlüsse vorgestellt. In der Rubrik „Meine Unistadt“ stellen Studenten ihre Studentenstadt vor. Auch Ausbildungsberufe und die entsprechenden Branchen, wie z. B. die Banken- und Versicherungs-Branche (Ausgabe 01/2014) und die IT-Branche (Ausgabe 02/2014), werden porträtiert.
Eine regelmäßige Rubrik ist „Talking English“. Hier berichten Schüler, Studenten und Auszubildende, die im Ausland arbeiten oder studieren, von ihren Erfahrungen und Erlebnissen. Die Erfahrungsberichte sind auf Englisch geschrieben.
Schüler, die sich für ein Gap Year interessieren, finden hier eine Vielzahl an spannenden Möglichkeiten, das Jahr nach dem Abitur sinnvoll zu überbrücken.
Das Webportal www.derabiturient.de wurde Anfang Mai 2011 relauncht. In dem Internet-Auftritt werden Printstorys verlängert sowie Web-Texte und News zu Themenschwerpunkten des Abiturienten veröffentlicht. Zudem können Leser in den Titeln seit Ausgabe 03/2010 online blättern.

## Kreativwettbewerb
„Der beste Abiturient Deutschlands“ ist ein seit 2011 bestehender Wettbewerb, der jährlich mit wechselndem Motto fortgeführt werden soll. Im Jahr 2011 ist „Kreativität“ das Wettbewerbsthema. Die Teilnehmer können Beiträge in den Wettbewerbskategorien, „Text“ und „Gestaltung“, einreichen.